# Litla-Mófell
Litla-Mófell är ett berg i republiken Island. Det ligger i regionen Suðurland, 130 km öster om huvudstaden Reykjavík. Toppen på Litla-Mófell är 836 meter över havet, eller 82 meter över den omgivande terrängen. Bredden vid basen är 0,43 km.
Trakten runt Litla-Mófell är nära nog obefolkad, med mindre än två invånare per kvadratkilometer. Det finns inga samhällen i närheten. Trakten runt Litla-Mófell består i huvudsak av gräsmarker.